# 克里維里赫高速電車
克里维里赫輕軌鐵路（羅馬化：Kryvorizke metrotram），又稱克里維里赫高速電車（Криворізький швидкісний трамвай，羅馬化：Kryvorizkyi shvydkisnyi tramvai）是一個位於乌克兰克里维里赫市區的輕鐵系統。
尽管被指定为“地铁电车”并使用有轨电车作为机车车辆，但克里维里赫的輕鐵与道路和电车軌完全分开，並设有獨立的车站和軌道。
在克里维里赫看到的輕鐵设计源于1960年代制定的社会主义城市规划指导方针，该指导方针基于新城市的市中心開始出现，並需要建立快速交通系统來發展。 克里维里赫和伏尔加格勒都被选中来测试所謂的“社会主义城市”，並采用轻轨设计来避免建设全面的地铁系统。两个城市都发展了有轨电车网络，但与大多数市中心一样，广泛的过度拥挤证明了有轨电车无法作为主要交通干线。此外，这两个城市都在二战中被摧毁并重建，所以在规划中考虑了现代城市的所有要求。
在这两种情况下，輕鐵系統都只打算充当一个临时的角色，并为转换成一个完整的地铁系统做好准备。两个城市的建设在1970年代中期同时开始。在伏尔加格勒，这涉及将现有的有轨电车路线与市中心的地下部分分开。然而，在克里维里赫，輕鐵的路线是从頭开始建造的，尽管方式相似，除了市中心之外，大部分路段都沿着地表运行。整個系統都是为最终转换成一个地铁系统而设计的。
由于該輕鐵是从頭开始建造的，因此即使是在地面部分的停靠站也被称为车站，并且都是独立的综合体。每个车站都是其所在社区的建筑纪念碑，采用晚期苏联建筑风格。
1986年12月26日，8公里长的首通段通車，共開通了四个车站，成为乌克兰继基辅和哈尔科夫地铁之后的第三个城市軌道交通的系統。1988年至1989年间，向南开通二段，增设3个车站，1991年后向北延伸，2001年达到18公里，增设11个车站。
2012年，该线南端与该市的电车系统相连，并开辟了一条號碼為3M、延伸至附近冶煉廠的额外路线。
2021年5月1日，克里维里赫成为乌克兰第一个为其公民提供免费公共交通的城市。該市引用一张特殊的电子卡，來決定人民是否需要付交通费用。
2022年4月27日，克里維里赫市議會一致通過決議，克里維里赫高速電車及其他市內的公共交通工具免費供所有人使用。

### 时间軸

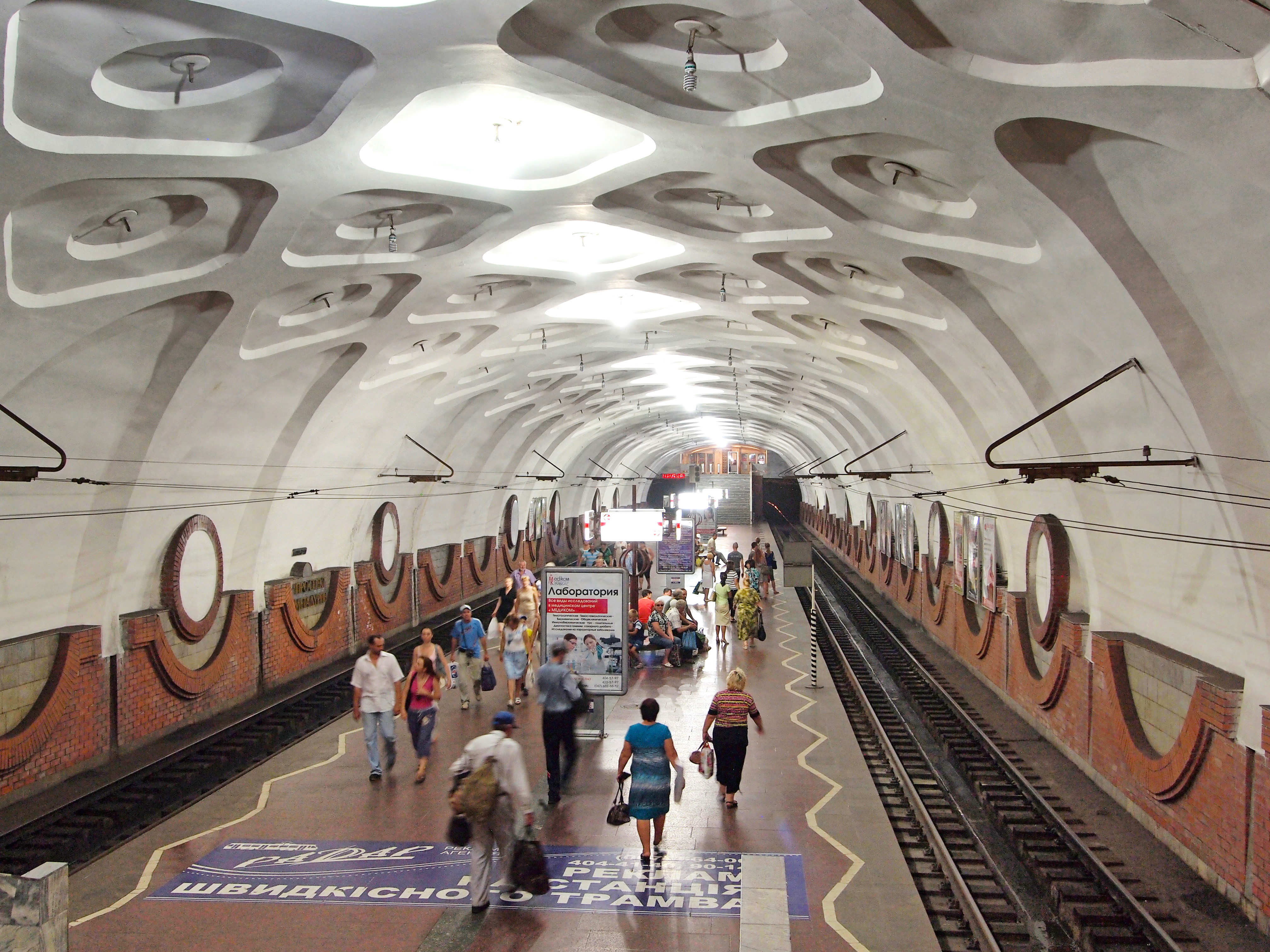
按照地铁标准建造的四个车站之一

| 开业日期       | 總长度   | 總车站 |
| -------------- | -------- | ------ |
| 1986年12月26日 | 7.7公里  | 4      |
| 1988年2月23日  | 7.7公里  | 5      |
| 1989年5月2日   | 12.2公里 | 7      |
| 1999年10月25日 | 17.7公里 | 9      |
| 2000年6月9日   | 17.7公里 | 10     |
| 2001年5月19日  | 17.7公里 | 11     |
| 2012年5月25日  | 18.7公里 | 15     |

## 数据

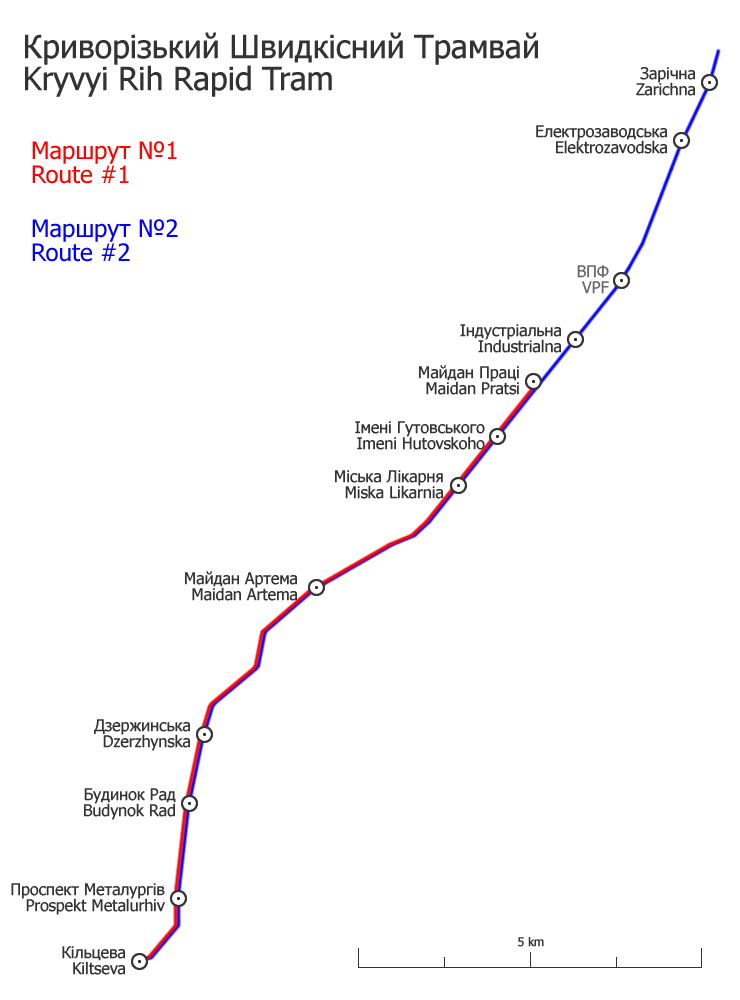
地铁的地理比例图（以前的车站名称）。

系统由市政公司运营，全长18.7公里，其中7公里 (40%) 完全在地下。整个系统有11个车站：其中4个在地下，2个车站在地上但有地下前厅，2个完全在地上，均符合地铁标准。此外，还有一个车站已建成，但由于该地区還没有客流量，目前尚未开放。系统上使用的机车车辆包括Tatra 和KTM 。該輕鐵共有四条路线，共有两个輕鐵廠为该系统提供服务。

## 增长前景
当苏联解体时，所有前共和国的城市軌道交通的发展都因被剥夺了资金而被忽视。在许多情况下，在 1980 年代后期获得地铁系统的城市只是获得了最初的部分，客流几乎没有使系统变得重要。然而，在克里维里赫和伏尔加格勒，情况都正好相反。
克里维里赫的輕軌鐵路每年运送4000万人次，1997年创下5600万人次的记录。相比之下，1995年开通的聶伯城地鐵的年客运量略低於750万人次（截至2016年 ）。輕軌鐵路的兼容性和低廉的建设成本表明它在各个方面都优于地鐵系統，而且与第聂伯罗和许多其他后苏联城市的軌道交通不同，因克里维里赫的輕軌鐵路现在是重要的交通动脉。